# Kristian Høgenhaug
Kristian Høgenhaug (* 31. Juli 1991 in Løgten) ist ein dänischer Triathlet und Weltmeister auf der Triathlon-Langdistanz (2021). Er wird in der Bestenliste der Triathleten auf der Ironman-Distanz geführt.

## Werdegang
Kristian Høgenhaug startet seit 2017 als Profi-Athlet und im August 2018 wurde er Zweiter im Ironman Copenhagen.

### ETU Europameister Triathlon Langdistanz 2019
Im Juni 2019 wurde er dänischer Vizemeister auf der Triathlon-Mitteldistanz und im Juli gewann der damals 28-Jährige die dritte Austragung des Ironman Hamburg. Im September wurde er ETU-Europameister auf der Triathlon Langdistanz – bei der Challenge Almere-Amsterdam, als Zweiter hier dem Südafrikaner Matt Trautman.

### ITU Weltmeister Triathlon Langdistanz 2021
Beim Ironman Lanzarote belegte er im Juli 2021 den vierten Rang. Im August wurde er Zweiter beim Ironman Germany und somit Vizemeister bei den Ironman European Championships.
Im September wurde der 30-Jährige bei der Challenge Almere-Amsterdam ITU-Weltmeister auf der Triathlon Langdistanz.
Im April 2022 gewann Høgenhaug die Challenge Salou.
Im Mai 2024 wurde der 32-Jährige Fünfter im Ironman 70.3 Mallorca und Dritter bei den Challenge World Championships im slowakischen Šamorín. Im Oktober wurde der 33-Jährige als bester Däne Neunter bei den Ironman World Championships auf Hawaii.
Im Mai 2025 startete er erneut in Šamorín bei den Challenge World Championships und er konnte das Rennen für sich entscheiden. Im Juli wurde er Zweiter im Ironman USA.

## Sportliche Erfolge
| Datum/Jahr   | Rang | Wettbewerb                                                    | Austragungsort | Zeit     | Bemerkung                                                                                         |
| ------------ | ---- | ------------------------------------------------------------- | -------------- | -------- | ------------------------------------------------------------------------------------------------- |
| 18. Mai 2025 | 1    | Challenge World Championships                                 | Šamorín        |          |                                                                                                   |
| 19. Mai 2024 | 3    | Challenge World Championships                                 | Šamorín        | 03:29:56 | „The Championship“                                                                                |
| 11. Mai 2024 | 5    | Ironman 70.3 Mallorca                                         | Alcúdia        |          |                                                                                                   |
| 3. Apr. 2022 | 1    | Challenge Salou                                               | Salou          | 03:24:07 | wegen schlechten Wetters als Duathlon ausgetragen (4 km Laufen, 90 km Radfahren und 21 km Laufen) |
| 6. Dez. 2020 | 44   | PTO Professional Triathletes Organisation World Championships | Daytona Beach  | 03:35:50 | PTO-Weltmeisterschaft (2 km Schwimmen, 80 km Radfahren und 18 km Laufen)                          |
| 8. Juni 2019 | 2    | DEN Middle Distance Triathlon National Championships          | Herning        | 03:50:37 | hinter Mathias Lyngsø Petersen                                                                    |

| Datum/Jahr    | Rang | Wettbewerb                                                   | Austragungsort    | Zeit     | Bemerkung                                                                    |
| ------------- | ---- | ------------------------------------------------------------ | ----------------- | -------- | ---------------------------------------------------------------------------- |
| 20. Juli 2025 | 2    | Ironman USA                                                  | Lake Placid       | 07:56:16 | hinter dem US-Amerikaner Matthew Marquardt                                   |
| 26. Okt. 2024 | 9    | Ironman Hawaii                                               | Hawaii            | 07:53:37 |                                                                              |
| 18. Aug. 2024 | 4    | Ironman Germany                                              | Frankfurt am Main | 07:35:32 | Ironman European Championship; Raddistanz 177 km                             |
| 4. Juni 2023  | 3    | Ironman Hamburg                                              | Hamburg           | 07:31:12 | Ironman European Championships                                               |
| 20. Nov. 2022 | 4    | Ironman Arizona                                              | Tempe             | 07:56:38 | [ 7 ]                                                                        |
| 26. Juni 2022 | 5    | Ironman Germany                                              | Frankfurt am Main | 08:03:36 | Ironman European Championship                                                |
| 12. Sep. 2021 | 1    | ITU Long Distance Triathlon World Championships              | Almere            | 07:37:46 | Weltmeister auf der Triathlon Langdistanz                                    |
| 15. Aug. 2021 | 2    | Ironman Germany                                              | Frankfurt am Main | 08:00:18 | Ironman European Championships                                               |
| 3. Juli 2021  | 4    | Ironman Lanzarote                                            | Puerto del Carmen | 08:45:55 |                                                                              |
| 14. Sep. 2019 | 1    | ETU Challenge Long Distance Triathlon European Championships | Almere            | 07:53:52 | bei der Challenge Almere-Amsterdam; persönliche Bestzeit auf der Langdistanz |
| 28. Juli 2019 | 1    | Ironman Hamburg                                              | Hamburg           | 08:11:26 | [ 8 ]                                                                        |
| 19. Aug. 2018 | 2    | Ironman Copenhagen                                           | Kopenhagen        |          | hinter dem Franzosen Cyril Viennot                                           |

(DNF – Did Not Finish)